# Beaufort (Film)
Beaufort (hebräisch בופור) ist ein israelischer Spielfilm aus dem Jahre 2007. Er war Wettbewerbsbeitrag bei der Berlinale 2007.

## Handlung
Der Film spielt im Jahre 2000 auf der Festung Beaufort. 1982 hatte die israelische Armee den Berg der Festung im Südlibanon während des Libanon-Kriegs erobert und sich erst 2000 nach öffentlichen Protesten wieder von dieser Festung zurückgezogen. Der Film erzählt die Geschichte der jungen Soldaten, die die letzten Tage auf dem Berg verbringen, bevor sie in die Heimat abgezogen werden. Kommandant ist der erst 22 Jahre alte Liraz, der seine ebenso jungen Untergebenen versucht so gut es geht vor den feindlichen Beschüssen der Hisbollah zu schützen.
Erstes Opfer wird der junge Minenentschärfer Ziv, dessen Onkel bereits bei der Eroberung des Berges 1982 gefallen war. Der Rückzug scheint politisch bereits beschlossene Sache zu sein. Aufgrund von Protesten politischer Gruppen innerhalb Israels wie die im Film angesprochene "Vier Mütter" wird der Einheit verboten, sich zu verteidigen – so will man weitere Opfer verhindern. Die Hisbollah verstärkt ihren Beschuss der Festung, um den Abzug der israelischen Soldaten als den Rückzug einer geschlagenen Armee erscheinen zu lassen. So kommt es in den letzten Tagen zu weiteren sinnlosen Opfern unter den jungen Soldaten, die die Sinnlosigkeit ihrer Anwesenheit in Beaufort weiter verstärken. Schließlich kommt der Befehl zum Abzug. Letzte Handlung von Liraz und seinen Soldaten ist die Sprengung der Festung.

## Kritiken
- Harald Jähner (Berliner Zeitung): „… ‚Beaufort‘ hat in der Ausschließlichkeit, mit der die Kamera die Perspektive der militärischen Defensive teilt, etwas extrem Packendes, aber auch Beschränktes. Der Film hat die Ambition, als Parabel über den Krieg an sich verstanden zu werden, zumal er in dem jahrhundertealten Fort spielt, dessen Mauern schon die Angst so vieler verschiedener Kriegsparteien in der Geschichte beruhigen sollten. Aber ein Film, in dem die Soldaten nur beschossen werden, nie selber schießen, kann nicht die ganze Wahrheit sein.“
- Elmar Krekeler (Berliner Morgenpost): „Kein Heldenepos ist ‚Beaufort‘, sondern ein präziser, gar nicht kitschiger Klagegesang. Über einen scheinbar unlösbaren Konflikt, der derartig unsinnige Unternehmen möglich, vielleicht sogar nötig macht, über Väter, die ihre Söhne nicht schützen konnten. Über ein Land, das seine Kinder verheizt. Am Ende fliegt Beaufort in die Luft. Die Jungs legen ihre Rüstung ab. Sie haben überlebt. Mehr nicht. Das Morden geht weiter.“
- Moritz Reininghaus (Jüdische Zeitung): „Am Ende kostet Cedar die Sprengung der Verteidigungsanlagen in ihrer Bildgewalt weidlich aus, danach kehren die Soldaten in die «Sicherheit» hinter den Grenzzäunen zurück, telefonieren im morgendlichen Sonnenschein das erste Mal wieder mit ihrer Mami und sind nun doch einfach nur froh, dass ihr Dasein als lebende Zielscheiben ein halbwegs glückliches Ende gefunden hat. «Beaufort» ist kein Film über den Krieg, nur ein Film gegen den Krieg.“

## Auszeichnungen
Vier Auszeichnungen beim israelischen Filmpreis Ophir Award (Beste Kamera, Bester Schnitt, Bestes Szenenbild, Bester Ton) und sechs Nominierungen (Bester Film, Beste Regie, Bester Hauptdarsteller, Bestes Drehbuch, Beste Musik, Bestes Kostümdesign)
Regisseur Joseph Cedar erhielt bei der Berlinale 2007 einen Silbernen Bären für die Beste Regie.
Der Film wurde 2008 für einen Oscar als „bester fremdsprachiger Film“ nominiert.